# Trimetopon
Trimetopon is een geslacht van slangen uit de familie toornslangachtigen (Colubridae) en de onderfamilie Dipsadinae.

## Naam en indeling
Er zijn zes soorten, de wetenschappelijke naam van de groep werd voor het eerst voorgesteld door Edward Drinker Cope in 1885.

## Uiterlijke kenmerken
Deze slangen blijven relatief klein en bereiken een maximale lichaamslengte tot ongeveer dertig centimeter inclusief de staart. De soort Trimetopon simile bereikt een maximale lengte tot 17,6 cm. Het lichaam is cilindrisch, de kop is moeilijk te onderscheiden van de rest van het lichaam door het ontbreken van een duidelijke insnoering. Op het midden van de rug zijn vijftien of zeventien rijen schubben in de lengte aanwezig.
De pupil heeft een ronde vorm. Er is altijd slechts een enkele preoculaire schub aanwezig.

## Levenswijze
Alle soorten zijn bodembewonend of graven in de bodem. Op het menu staan amfibieën en kleine reptielen, zoals salamanders en hagedissen. De vrouwtjes zetten eieren af.

## Verspreiding en habitat
Alle soorten komen voor in delen van Midden-Amerika en leven in de landen Nicaragua, Costa Rica en Panama. De habitat bestaat uit vochtige tropische en subtropische bossen, zowel in bergstreken als in laaglanden.

## Beschermingsstatus
Door de internationale natuurbeschermingsorganisatie IUCN is aan alle soorten een beschermingsstatus toegewezen. Drie soorten worden beschouwd als veilig' (Least Concern of LC), een soort als 'onzeker' (Data Deficient of DD), een als 'bedreigd' (Endangered of EN) en de soort Trimetopon viquezi ten slotte staat te boek als 'ernstig bedreigd' (Critically Endangered of CR).

### Soorten
Het geslacht omvat de volgende soorten, met de auteur en het verspreidingsgebied.
| Naam                 | Auteur        | Verspreidingsgebied           | Beschermingsstatus |
| -------------------- | ------------- | ----------------------------- | ------------------ |
| Trimetopon barbouri  | Dunn, 1930    | Panama                        |                    |
| Trimetopon gracile   | Günther, 1872 | Costa Rica                    |                    |
| Trimetopon pliolepis | Cope, 1894    | Nicaragua, Costa Rica, Panama |                    |
| Trimetopon simile    | Dunn, 1930    | Costa Rica                    |                    |
| Trimetopon slevini   | Dunn, 1937    | Costa Rica, Panama            |                    |
| Trimetopon viquezi   | Dunn, 1937    | Costa Rica                    |                    |